# Río Gumista
El río Gumista (en georgiano: გუმისთა; en abjasio: Гәымсҭа) es un río del extremo sureste de Europa, que nace al sur de las montañas del Cáucaso y fluye en dirección oeste hasta desaguar en el mar Negro. El río está formado por la unión de los ríos Gumista Oriental y Occidental, y se nutre de la nieve, la lluvia y el agua subterránea. El río desemboca en el Mar Negro. 
La longitud del Gumista es de 12 km, la cuenca hidrográfica es de aproximadamente 576 km² y el caudal medio anual del río es de 30 m³/s.

## Geografía
La naturaleza del río es montañosa y tiene un afluente derecho, el río Jabata. La mayor parte del río pasa por el desfiladero, pero durante los últimos 6 kilómetros el río discurre fuera de él.
Las crecidas del río producen inundaciones en primavera y sufre escasez de agua en verano e invierno.

## Historia
Durante la guerra de Abjasia, la línea del frente pasaba a lo largo del río, el llamado frente de Gumista. Se produjeron feroces combates a ambos lados del río. 
Actualmente, en las gargantas del río en las aldeas, así como a lo largo de la carretera a Sujumi, se encuentran monumentos a las víctimas.